# 新加坡文化、社区及青年部
新加坡文化、社区及青年部（英語：Ministry of Culture, Community and Youth），縮寫為MCCY，是新加坡政府的一个下辖部门。它透过艺术与体育激发国人，加强社会凝聚力，以及促进志愿服务和慈善事业。

## 历史
新加坡文化、社区及青年部于2012年11月1日成立。2012年7月31日，新加坡社会发展、青年及体育部宣布重组。
2012年11月1日，新加坡社会发展、青年及体育部分离出新加坡社会及家庭发展部和新加坡文化、社区及青年部。
2018年3月10日，文化、社区及青年部宣布将开放机会让更多来自低收入家庭的儿童参与体育、艺术及文化等活动，以激发他们积极向上的动力，推动社会的流动性。
2019年3月9日，文化、社区及青年部推出一站式网络平台，让公共机构提供志愿服务机会，并且鼓励国人踊跃参与。
2022年，文化、社区及青年部委任了首屆紀律小組成員，負責處理「安全体育」計劃下會員機構中等至嚴重的不當行為案件。

## 目标
该机构的主要目标是建设一个优雅和谐的社会，并且加强国人的身份认同与归属感。

## 法定机构
新加坡文化、社区及青年部辖下的法定机构包括新加坡回教宗教理事會、新加坡国家艺术理事会、新加坡国家文物局、新加坡人民协会、以及新加坡体育理事会。

## 历任部长
| 图像       | 部长                 | 任期开始      | 任期结束      | 政党 | 政党       | 内阁届次   |
| ---------- | -------------------- | ------------- | ------------- | ---- | ---------- | ---------- |
|            | 黄循财 Lawrence Wong | 2012年11月1日 | 2015年9月30日 |      | 人民行动党 | 李显龙 (3) |
|            | 傅海燕 Grace Fu      | 2015年10月1日 | 2020年7月26日 |      | 人民行动党 | 李显龙 (4) |
|            | 唐振辉 Edwin Tong    | 2020年7月27日 | 2025年5月23日 |      | 人民行动党 | 李显龙 (5) |
| 黄循财 (1) | 唐振辉 Edwin Tong    | 2020年7月27日 | 2025年5月23日 |      | 人民行动党 |            |
|            | 梁振伟 David Neo     | 2025年5月23日 | 现任          |      | 人民行动党 | 黄循财 (2) |

1. ↑  2012年11月1日至2014年4月30日间为代部长
2. ↑  2025年5月23日起为代部长